# Albert de Rességuier
Pour les articles homonymes, voir Rességuier.
Pour les autres membres de la famille, voir Famille de Rességuier.
Albert de Rességuier (27 novembre 1816, Toulouse - 18 décembre 1902, Paris) est un homme politique français.

## Biographie
Il étudia le droit à Paris, parcourut ensuite l'Allemagne, écrivit dans divers journaux religieux, et publia en 1838 une traduction de l'ouvrage de Goevres intitulé Athanase, relatif aux polémiques religieuses de l'époque Catholique ardent. Rességuier collabora à une édition de la Vie des Saints (1845).
Élu, le 13 mai 1849, représentant des Basses-Pyrénées à l'Assemblée législative, il fit partie de la majorité monarchiste, appuya les mesures de réaction, demanda la réduction de l'indemnité des représentants, la mise en liberté d'Abd el-Kader, des améliorations dans l'administration de l'Algérie, et vota pour l'expédition de Rome, pour la loi Falloux-Parieu sur l'enseignement, pour la loi restrictive du suffrage universel. Il ne se rallia pas à la politique du coup d'État de 1851 et, ayant protesté avec ses collègues réunis à la mairie du 10e arrondissement de Paris, fut emprisonné au Mont-Valérien. 
Il appartint, sous l'Empire, à l'opposition légitimiste, fut conseiller général des Basses-Pyrénées, s'occupa surtout de propagande catholique, et eut une grande part à l'organisation du denier de Saint-Pierre. Enfermé dans Paris pendant le siège de 1870-1871, il fut nommé membre de la Société internationale de secours aux blessés. 
Élu, le 8 février 1871, représentant du Gers à l'Assemblée nationale, il prit place à droite, s'inscrivit aux réunions Colbert et des Réservoirs, et présenta, sur les actes du gouvernement de la Défense nationale dans la Haute-Garonne, un long rapport, déposé en 1873, et qui donna lieu dans l’Assemblée à d'orageux débats : la gauche protesta vivement contre les conclusions de ce rapport, et en déclara les assertions inexactes. Avec les conservateurs monarchistes, Rességuier vota pour la paix, pour les prières publiques, pour l'abrogation des lois d'exil, pour le pouvoir constituant de l'Assemblée, pour la chute de Thiers au 24 mai, pour le septennat, la loi des maires, le ministère de Broglie, contre les amendements Wallon et Pascal Duprat, et contre l'ensemble des lois constitutionnelles. Il s'était associé aux tentatives de restauration monarchique, et n'avait voté le septennat que comme « un acheminement à la monarchie ».